# Réserve naturelle de Synneren
La réserve naturelle de Synneren (environ 50 hectares, dont près de 42 d'eau) est une réserve naturelle norvégienne située dans la commune de Ringerike, Comté de Buskerud. La réserve naturelle se compose d'un bras-mort séparé de la Storelva, et a le statut de Site Ramsar. La réserve fait partie à la fois du Système de zones humides de Nordre Tyrifjorden  et de la Zone de conservation des oiseaux de Tyrifjorden  en raison de son importance pour les oiseaux migrateurs. Elle est également très importante pour les autres oiseaux des milieux humides.
La réserve a été créée par résolution royale le 28 juin 1985, dans le but de protéger un riche zone humide, qui fait partie d'un plus vaste système.
Synneren est à un stade de succession plus précoce (stade de prolifération) que la réserve naturelle de Juveren, et ne peut donc pas offrir autant de richesse nutritive et de luxuriance. La population reproductrice est donc plus pauvre. 27 espèces des zones humides ont été identifiées.
Synneren est connu pour sa bonne pêche au brochet. Le record de la plus grande prise, qui est aussi le record de Norvège, est un brochet de 19,6 kg. Le brochet mesurait autour de 132 cm de longueur.